# Уека
Уека (Gallirallus australis) — вид птахів родини пастушкових (Rallidae). Ендемік Нової Зеландії.

## Підвиди та ареал поширення
Цей таксон демонструє значне географічне різноманіття. Раніше було прийнято до восьми підвидів, але зараз лише чотири. Ситуація ускладнюється високою індивідуальною мінливістю. Таксон, описаний як Rallus troglodytes, виявився різновидом уеки темного кольору.
- G. australis australis (Sparrman, 1786) – номінативний підвид; північна та західна частини Південного острова від регіону Нельсон до національного парку Фіордленд.
- G. australis greyi (Buller, 1888) – Північний острів (в регіоні Нортленд і Поверті-Бей).
- G. australis hectori (Hutton, 1874) – вимер на Південному острові, завезений на острови Чатем.
- G. australis scotti (Ogilvie-Grant, 1905) – острови Стюарт, Соландер і Кодфіш.

## Опис
У самців довжина тіла 50–60 см, розмах крил 50–60 см, маса тіла в середньому 1050 г. У самиць довжина тіла 46–50 см, маса тіла в середньому 737 г.
Уека втратив здатність до польоту. У нього короткі крила, але відносно довгий хвіст як для нелітаючих птахів. Сильний загострений дзьоб рожево-червоного кольору з темним кінчиком. Червоні очі оточені двома вузькими білими півкільцями. Ноги і ступні червонуваті. Самиці за оперенням схожі на самців, але трохи менші та мають світліший кінчик дзьоба.

## Поведінка
Мешкає в різних типах середовищ існування від рівня моря до приблизно 1500 м над рівнем моря. Населяє ліси, луки, чагарники, водно-болотні угіддя, пляжі з гнилими водоростями, приливні потоки та затоки. Він також часто відвідує антропогенні середовища проживання (тобто ті, що створені діяльністю людини), включаючи газони, пасовища, орні землі та плантації. Віддає перевагу низькій, густій рослинності, яка забезпечує укриття. Іноді зустрічається в міських умовах.
Всеїдний птах, має різноманітний раціон. Харчується дощовими черв'яками, личинками, равликами, комахами та їх яйцями, жабами, ящірками, павуками та ракоподібними. Цей вид також вбиває мишей, щурів і маленьких кроликів. Він також нападає на гнізда птахів, що гніздяться на землі, поїдає яйця та пташенят. Рослинна їжа складається з листя, трави, ягід, опалих плодів і насіння.

## Розмноження
Це моногамний і територіальний птах. Гніздиться поодинокими парами. Розмножується до чотирьох разів на рік протягом року, найчастіше з кінця весни до початку літа. Гніздиться на землі, в густому рослинному покриві, під колодами, камінням, а також у норах або дуплах дерев. Самиця відкладає 2–4 яйця від білуватого до світло-рожевого кольору з темними плямами. Насиджують обоє батьків протягом 26-28 днів. Пташенята покидають гніздо незабаром після вилуплення, зазвичай через 2-3 дні. У місячному віці вони оперені, але протягом наступних 40–100 днів вони все ще залежать від батьків.